# Фолкнер (округ, Арканзас)
Шаблон:StateAbbr_ 35°09′36″ пн. ш. 92°18′49″ зх. д. / 35.16° пн. ш. 92.313611111111° зх. д.
Округ Фолкнер (англ. Faulkner County) — округ (графство) у штаті Арканзас. Ідентифікатор округу 05045.

## Історія
Округ утворений 1873 року.

## Демографія
За даними перепису 
2000 року 
загальне населення округу становило 86014 осіб, зокрема міського населення було 43891, а сільського — 42123.
Серед мешканців округу чоловіків було 42013, а жінок — 44001. В окрузі було 31882 домогосподарства, 22454 родин, які мешкали в 34546 будинках.
Середній розмір родини становив 3,04.
Віковий розподіл населення поданий у таблиці:
| Стать    | До 15 років | 15-21 | 22-29 | 30-39 | 40-49 | 50-65 | 65-85 | Понад 85 |
| -------- | ----------- | ----- | ----- | ----- | ----- | ----- | ----- | -------- |
| Чоловіки | 9396        | 5759  | 5649  | 6414  | 5850  | 5564  | 3112  | 269      |
| Жінки    | 8916        | 6408  | 5677  | 6443  | 6054  | 5719  | 4112  | 672      |

## Суміжні округи
- Клеберн — північний схід
- Вайт — схід
- Лоноук — південний схід
- Пуласкі — південь
- Перрі — південний захід
- Конвей — захід
- Ван-Бюрен — північний захід

## Виноски
1. ↑  U.S. Decennial Census. United States Census Bureau. Архів оригіналу за 26 квітня 2015. Процитовано 26 серпня 2015.
2. ↑  Historical Census Browser. University of Virginia Library. Архів оригіналу за 11 серпня 2012. Процитовано 26 серпня 2015.
3. ↑  Forstall, Richard L., ред. (27 березня 1995). Population of Counties by Decennial Census: 1900 to 1990. United States Census Bureau. Процитовано 26 серпня 2015.
4. ↑  Census 2000 PHC-T-4. Ranking Tables for Counties: 1990 and 2000 (PDF). United States Census Bureau. 2 квітня 2001. Процитовано 26 серпня 2015.
5. ↑  State & County QuickFacts. United States Census Bureau. Архів оригіналу за 7 червня 2011. Процитовано 20 травня 2014. [Архівовано 2011-06-07 у Wayback Machine.](англ.) Наведено за англійською вікіпедією.
6. ↑  American FactFinder. Бюро перепису населення США. Архів оригіналу за 26 лютого 2012. Процитовано 31 січня 2008. [Архівовано 2008-05-21 у Wayback Machine.]

| США | Це незавершена стаття з географії США. Ви можете допомогти проєкту, виправивши або дописавши її. |